# 荏原村 (愛媛県)
荏原村（えばらむら）は、1956年（昭和31年）まで愛媛県下浮穴郡のち温泉郡にあった村で、現在の松山市南部に位置する。

## 地理
現在の松山市南部の農村地帯で、重信川の左岸南部と、重信川支流の一つである御坂川（みさかがわ）の流域に位置する。窪野に源流を発する御坂川が南北に貫流し、両岸に水田が広がる。
地名の由来
荏原は平安期から郷名として見られ、『和名抄』による浮穴郡4郷の一つである。南北朝期に合戦の舞台となった会原城があった。

## 地域
津吉（つよし）、中野、河原、東方（ひがしかた）、小村、上野、西野、恵原町（えばらまち）の8つの大字があった。いずれも明治の村制発足前からの旧村で、久谷村以降も大字として存続した。
役場は大字東方に置かれ、荏原村閉村後も久谷村本庁舎として1967年（昭和42年）まで使用された。

## 歴史
藩政期
- 松山藩領。

明治以降
- 1889年（明治22年）12月15日成立。当初は下浮穴郡に属した。
- 1897年（明治30年）4月1日 - 温泉郡に郡域変更。
- 1956年（昭和31年）9月30日 - 坂本村と合併して久谷村となる。

```
荏原村の系譜
（町村制実施以前の村）　（明治期）
津吉村　　━━┓
中野村　　━━┫
河原村　　━━┫
東方村　　━━╋━━━━━ 荏原村 　　━━━┓ 
小村　　　━━┫　　　　　　　　　　　　　　┃（昭和31年9月30日合併）
上野村　　━━┫　　　　　　　　　　　　　　┣━━　久谷村　━━┓
西野村　　━━┫　　　　　　　　　　　　　　┃　　　　　　　　　┃
恵原町村　━━┛　　　  　　　　　　　　　　┃　　　　　　　　　┃
　　　　　　　　　　　　　 坂本村 　　━━━┛　　　　　昭和43年10月25日松山市に編入

（注記）坂本村成立以前の系譜については、同村の記事を参照のこと。

```

## 行政
役場　
1915年（大正4年）竣工の荏原村役場は、大正天皇御大典記念事業として大字東方町屋敷甲1518番地の心行寺跡に建てられた。玄関前に松山中学校が道後村へ移転する際に不要となった門柱と敷石が設置されたが、1955年（昭和30年）に松山東高等学校からの申し出により松山東高内の明教館前へ移設された。敷石と役場北側の副門も1966年（昭和41年）に明教館前敷石および副門として移設された。

## 教育
- 荏原村立荏原小学校（閉村時）
- 荏原村立荏原中学校（閉村時）

## 交通
旧街道沿線の遍路道にあたり、八坂寺がある。森松から御坂峠に至る「土佐街道」が恵原町を抜け、明治以前に一番栄えた恵原地区は、「町」を村の前に冠して「恵原町村」と称された。遍路道もほぼ土佐街道に沿う。

## 名所・旧跡

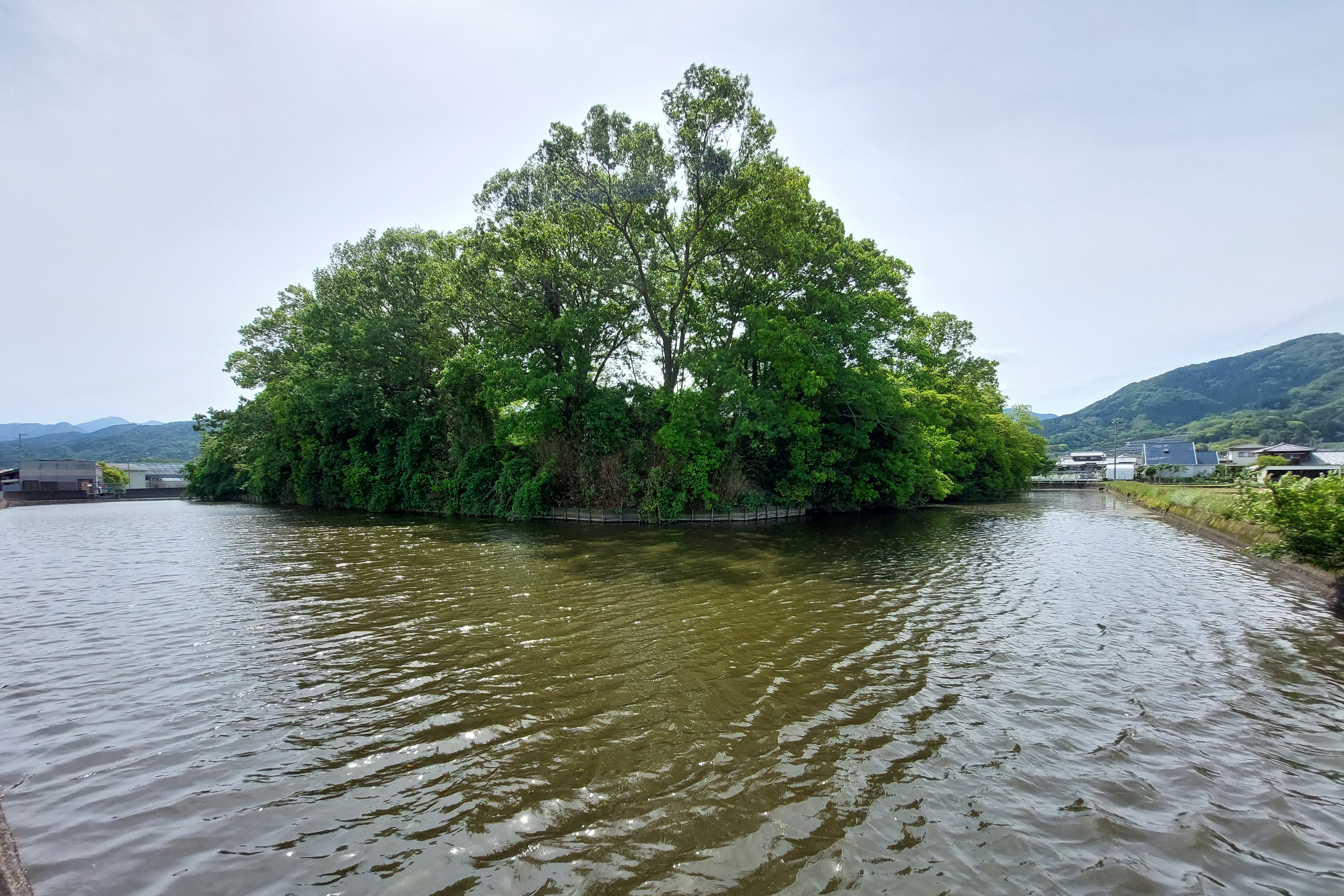
荏原城跡

主な城郭・館
- 荏原城跡

主な寺社
- 大宮八幡神社（大字上野字今市）
- 徳川神社（大字津吉字徳山）
- 諏訪神社（大字恵原町）
- 大蓮寺（大字東方）
- 文殊院（大字恵原町）
- 安楽寺（大字津吉）
- 心行寺（大字東方）

## 出身・ゆかりのある人物
- 御木徳一 - 安楽寺住職。のちにひとのみち教団を創設する[2]。
- 御木徳近 - 御木徳一の長男。ひとのみち教団第2代教主[2]。
- 安平鹿一 - 衆議院議員。